# AUTOMOBILE RADIO
AUTOMOBILE RADIO（オートモービル・レディオ）は、2003年4月6日から2010年3月28日までJ-WAVEで放送されていたラジオ番組。またZIP-FMでも放送されていた。提供はブリヂストン。

## 概要
自家用車やその関連、またF1・GT・ドリフトなどのモータースポーツの各競技など、自動車に関わる全般の分野について幅広く取り上げていた。レーシングドライバーである土屋とモータースポーツに造詣の深い西沢がナビゲーターを担当していたこともあり、時に専門的な話題にも対応していた。J-WAVE制作ではめずらしく比較的趣味志向の高い番組といえた。
また、ZIP-FMでも2004年4月より放送を開始した。放送開始当初は、オープニングのトーク部分をZIP-FM向けのものに差し替えて放送していたが、後に差し替えが廃止されJ-WAVEと同様の内容が放送されていた。
なお、鈴鹿8時間耐久ロードレースの際はピストン西沢がZIP-FMのスタジオから生放送を行うことがあった。
2003年9月にはブリヂストンの栃木工場でおこった火災事故の影響で、CMを公共広告機構（現：ACジャパン）に差し替えたこともあった。
なお、西沢・土屋の2人による番組はモビリティランドがニコニコチャンネルに開設、配信を開始した『MOBILITYLAND Racing Radio』に実質的に引き継がれることとなった。

## 放送時間
J-WAVE
- 日曜 20:00-20:54

ZIP-FM
- 日曜 20:00-21:00（2004年4月放送開始）

## ナビゲーター
- ピストン西沢
- 土屋圭市